# Tegalrejo (Wirosari)
Tegalrejo is een bestuurslaag in het regentschap Grobogan van de provincie Midden-Java, Indonesië. Tegalrejo telt 6864 inwoners (volkstelling 2010).